# كأس الأمير 1976–77
تعتبر بطولة كأس الأمير 1976/1977 هي البطولة السادسة عشر، وقد شارك فيها جميع الفرق الأربعة عشر.

## الفرق المشاركة
- نادي النصر الكويتي
- نادي الشباب الكويتي
- نادي الساحل الكويتي
- نادي الجهراء (الشهداء)
- نادي كاظمة
- نادي التضامن الكويتي
- نادي الصليبيخات
- نادي العربي الكويتي
- نادي الفحيحيل
- نادي السالمية
- نادي اليرموك
- نادي القادسية الكويتي
- نادي الكويت
- نادي خيطان

## الدور التمهيدي
- نادي النصر الكويتي × نادي الشباب الكويتي (7:9) ضربات جزاء ترجيحية.
- نادي الساحل الكويتي × نادي الجهراء (الشهداء) (2:4)
- نادي كاظمة × نادي خيطان (0:2)
- نادي التضامن الكويتي × نادي الصليبيخات (4:6) ضربات جزاء ترجيحية.
- نادي العربي الكويتي × نادي الفحيحيل (1:2)
- نادي السالمية × نادي اليرموك (1:4)

## الدور الربع نهائي
- نادي الكويت × نادي النصر الكويتي (0:1)
- نادي كاظمة × نادي الساحل الكويتي (1:3)
- نادي القادسية الكويتي × نادي الصليبيخات (1:6)
- نادي العربي الكويتي × نادي السالمية (1:5)

## الدور النصف نهائي
- نادي الكويت × نادي كاظمة (1:6)
- نادي القادسية الكويتي × نادي العربي الكويتي (0:3)

## تحديد المركزين الثالث والرابع
- نادي كاظمة × نادي العربي الكويتي (0:1)

## النهائي
- نادي الكويت × نادي القادسية الكويتي (1:2)

سجل هدفي الكويت :
- زهير عبد الخالق
- محمد عبد الله

سجل هدف القادسية :
- جاسم يعقوب

## هداف البطولة
- جاسم يعقوب (القادسية) وجبار عبد القدوس (الكويت) 4 أهداف.